# Richard Karger
Richard Karger (ur. 12 czerwca 1887 w Głubczycach, zm. 5 września 1973 w Berlinie) – niemiecki malarz.

## Życiorys i dzieła
Pochodził z ubogiej rodziny, gdzie był jednym z jedenastu dzieci. Naukę rozpoczął w szkole powszechnej w Głubczycach, a potem terminował u malarza pokojowego. W 1904 udał się na wędrówkę po Niemczech, malując po drodze przede wszystkim portrety. W Monachium studiował na tamtejszej Akademii Sztuk Pięknych. Po ukończeniu nauki tworzył głównie obrazy o tematyce religijnej. Po zakończeniu II wojny światowej zamieszkał w Berlinie i tam zmarł. W ciągu życia miał 25 wystaw. Jego obrazy zachowały się w kościołach na terenie powiatu głubczyckiego, w tym w kościele św. Idziego i św. Bernarda (franciszkańskim), gdzie namalował portrety dawnych właścicieli Głubczyc oraz przełożonych klasztoru. 